# Téhem

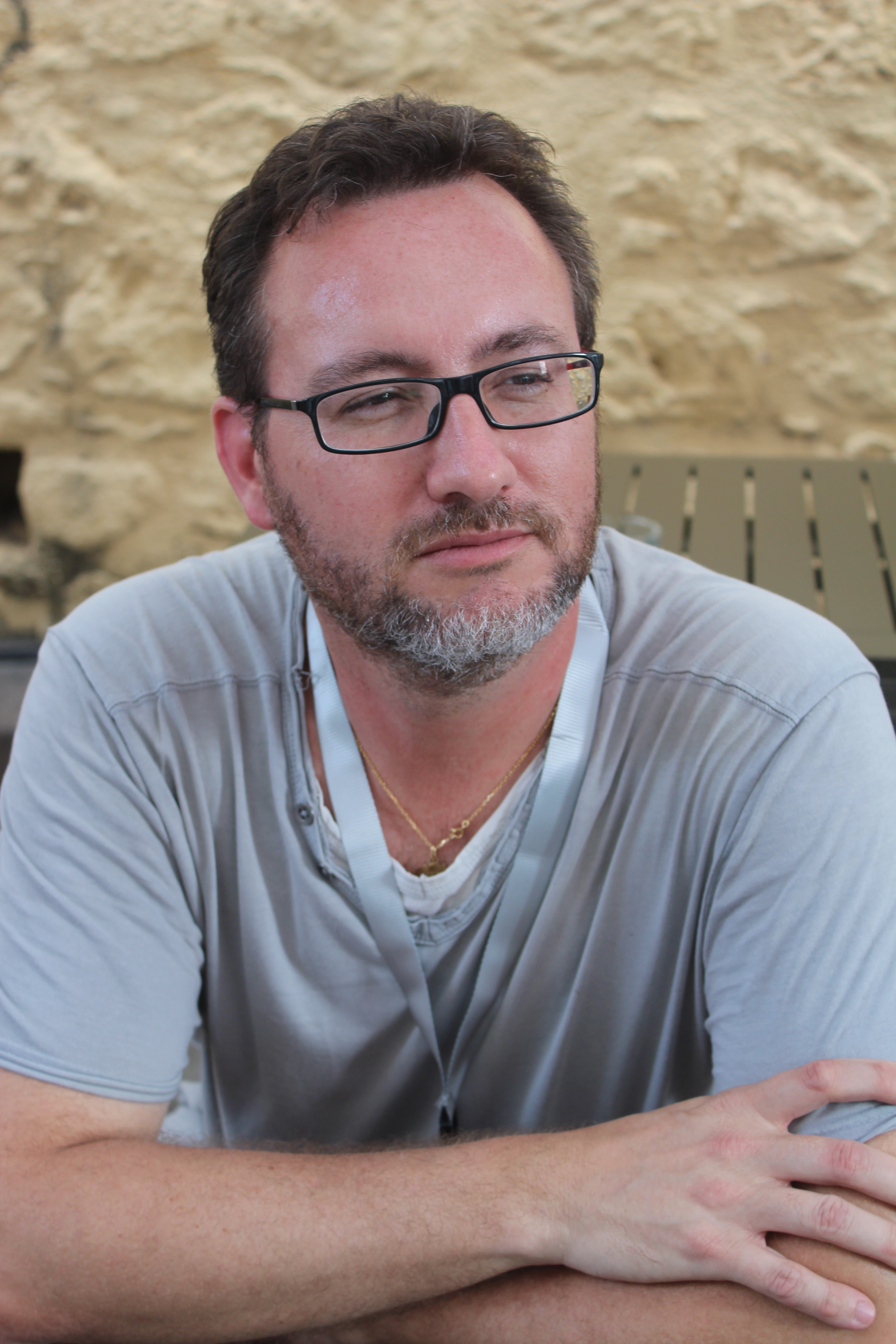
Téhem (2015)

Téhem (* 16. Januar 1969 in Charenton-le-Pont), eigentlich Thierry Maunier, ist ein französischer Comicautor und Illustrator. Er ist vor allem für seine Comicserie Malika Secouss bekannt.

## Leben
Téhem wurde als Sohn von Eltern, die aus Réunion kommen, in einem Pariser Vorort geboren.
Im Alter von fünf Jahren zog er mit seiner Familie auf die Insel Réunion, die er mit 15 wieder verließ, um sein Kunststudium zu beenden.
Er wurde Lehrer der plastischen Kunst und fand schließlich eine Stelle auf Réunion an der Collège de Bras-Panon. Nach einigen Jahren in diesem Beruf widmet sich Téhem nun ausschließlich dem Comic.
Bereits zur Zeit seines Studiums arbeitet er beim Comicmagazin Le Cri du Margouillat und veröffentlicht vier Bände der Serie Tiburce, die auch im Réunion-Kreolisch erschien.
Bekannt wurde er aber mit den Comics über Malika Secouss, die sich kritisch und humoristisch mit den Problemen in den Banlieus auseinandersetzen.
2001 erschien im Verlag Glénat das erste Album von Zap Collège. Beim Comicfestival in Angoulême im Jahr 2003 wurde dieser Band auch mit dem Preis Alph-Art du meilleur album jeunesse 9-12 ans ausgezeichnet.
Im Jahr 2006 unterstützte er die Kampagne Pas d'éducation, pas d'avenir, die sich für eine bessere Bildung einsetzt, mit diversen Plakaten.
In Deutschland wurde Téhem vor allem durch das Spirou-und-Fantasio-Spezialalbum Ein großer Kopf bekannt, an dem er mit Pierre Makyo und Toldac arbeitete.

## Werke (Auswahl)
- Seit 1996: Tiburce; 6 Bände; bei Centre du Monde
- 1998–2008: Malika Secouss; 9 Bände; bei Glénat
- Seit 2002: Zap Collège; 7 Bände; bei Glénat
- Seit 2005: Marie Frisson; 7 Bände; bei Glénat
- Seit 2007: Root; 3 Bände; bei Glénat
- 2015: Spirou und Fantasio – Ein großer Kopf (französisch: La Grosse Tête; Spezialalbum 20; Carlsen; mit Makyo und Toldac)
- Januar 2017: Beitrag über Eritrea im Magazine Groom (Dupuis)